# Ващенко Опанас Трохимович

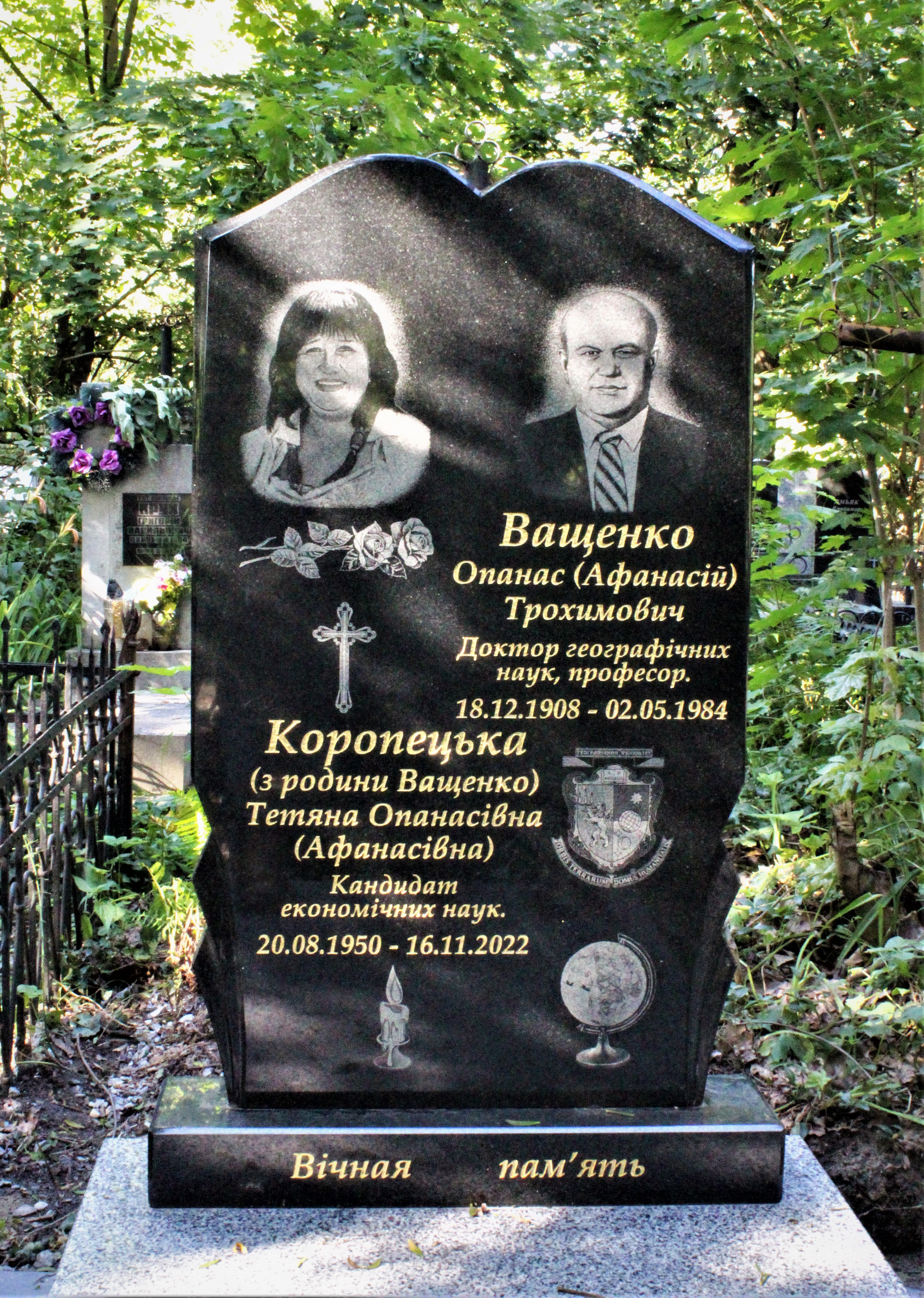
Пам'ятник на могилі професора Опанаса Трохимовича Ващенко.

Ващенко Опанас Трохимович (нар. 18 грудня 1908; Капустинці — 1984; Львів) — відомий український учений: економіко-географ і картограф, почесний член Українського географічного товариства, організатор і довголітній керівник кафедри економічної географії Львівського університету ім. І. Франка, організатор та лідер Львівської суспільно-географічної школи, доктор географічних наук, професор.

## Життєпис
Народився 18 грудня 1908 р. у селі Капустинці Липоводолинського району Сумської області (тоді село належало до Гадяцького повіту Полтавської губернії). Хлопець рано осиротів. Коли йому було 9 років (1917), померла мати (батько помер у 1947 р.).
Лише у 1921, маючи 12 років, він закінчив земську початкову школу. Де і коли закінчив середню школу, чи одержав середню освіту — невідомо. Відомо лише, що у 1928 р. він закінчив тримісячні кооперативні курси.
У 1921–1928 рр. О. Т. Ващенко працював у сільському господарстві свого батька. З грудня 1928 по липень 1929 рр. був головою Капустинцівського кредитного сільськогосподарського товариства (це ще до масової колективізації). А далі до листопада 1930 р. — завідувачем податкового підвідділу Синявського райвиконкому.
З кінця 1930 по вересень 1932 рр.він служить у Червоній Армії у м. Чернігові. Звідси його скеровують на навчання в Український комуністичний інститут радянського будівництва і права у Харкові, який він закінчує у 1935 р.
У 1935–1938 рр. О. Т. Ващенко — аспірант кафедри економічної географії Харківського державного університету ім. М. Горького. Кандидатську дисертацію під назвою «Економіко-географічна характеристика Київської області» він захистив у 1938 р. і наступного року одержав наукове звання доцента кафедри економічної географії. Викладає дисципліни «Економічна географія СРСР» та «Історія географії». Працював також помічником проректора з наукової роботи.
У вересні 1939 р. брав участь у «визвольному поході» у Західну Україну.
Із перших днів війни О. Т. Ващенко перебуває у діючій армії у ролі комісара 191-го окремого зенітно-артилерійського дивізіону. В складі цього дивізіону він бере участь у протиповітряній обороні Харкова, Донбасу і Сталінграда. У липні 1942 р. був важко поранений і до серпня 1943 р. перебував у різних військових шпиталях (Ферґана, Ташкент). Втратив праву ногу.
Після одужання і демобілізації О. Т. Ващенко працює доцентом у Ташкентському текстильному інституті. А у серпні 1945 р. Народний комісаріат освіти Української РСР його відкликає і скеровує на роботу у Львівський держуніверситет ім. І. Франка.
У 1946–1951 рр — декан географічного факультету Львівського університету
У 1970 р. О. Ващенко захистив докторську дисертацію на тему «Атлас розвитку господарства Західної частини Української РСР з найдавніших часів до 70-х років XX століття». Захист відбувся у Ленінградському університеті.
Помер у Львові, похований на 10 полі Янівського цвинтаря.

## Нагороди та відзнаки
За успіхи у науковій, навчальній і виховній роботі керівник кафедри та її члени неодноразово відзначалися у наказах ректорату й урядовими чинниками. Сам О. Т. Ващенко за участь у війні та праці у Львівському університеті нагороджений орденом Вітчизняної війни II ступеня (1946) та медалями. Він був відмінником народної освіти, нагороджений дипломом першого ступеня як співавтор книги «Україна» із серії «Радянський Союз».

## Наукові праці
О. Т. Ващенко написав низку праць з історії географії, які сьогодні хоч є і неповними, проте не втрачають свого значення як факти історії науки. Це зокрема: «Від Баренца до наших днів» (1947), «П. П. Семенов-Тян-Шаньський» (1949), «Гоголь і російська географія» (1952, рукопис), «Ломоносов — основоположник російської економічної географії» (1951) та ін. Особливої уваги заслуговують дослідження з історії української економічної географії та економічної географії у Львівському університеті. Цим питанням були присвячені декілька праць. Зокрема: «Розвиток економіко-географічної думки в Українській РСР (1917–1974 рр.)», «Розвиток географії у Львівському університеті». 